# Wakko's Wish
Wakko's Wish (jiným názvem Animaniacs: Wakko's Wish a původně Wakko's Wakko Wish) je americký animovaný muzikální komediální dobrodružný fantasy film z roku 1999, založený na animovaném seriálu Animáci z let 1993–1998. Slouží jako zakončení původního seriálu až do oznámení vzniku rebootu v roce 2020. Všechny postavy byly přesunuty do pohádkového světa 19. století, kde vedou závod o nalezení hvězdy přání.
K prvnímu vydání na VHS došlo 21. prosince 1999 společností Warner Home Video pod značkou Warner Bros. Family Entertainment a podruhé 25. ledna 2000 jako součást kolekce Warner Bros. Century 2000 Collection. Obsahuje 10 původních písní a většina hlasového obsazení zůstala stejná jako v původním seriálu.

## Děj
V městečku Acme Falls v království Warnerstock žijí všichni lidé (včetně mima) šťastně pospolu. Po smrti jejich milovaného krále, sira Viléma Dobrého, však království vstoupí do stavu občanské války. Situace využije sousední království Ticktockia (parodie na společnost Time Inc. v době jejího sloučení s Warner Communications), vedené králem Salazarem Pučistou (karikatura Basila Rathbonea nosící plášť se sponou, která připomíná náhrdelník s hodinami rappera Flavora Flava), ovládne Warnerstock a všechny jeho obyvatele zbídačí nadměrnými daněmi (rovněž parodie na vznik společnosti Warner Bros.). Na mizině jsou zejména tři sourozenci: Yakko, Wakko a Dáda (Dot) Warnerovi. Navíc Dáda potřebuje operaci. Wakko si najde práci v jiném městě, aby za ni zaplatil, ale výběrčí daní Plotz mu výplatu sebere – zdanění.
Wakko, zarmoucený nemocnou Dádou a nemaje jinou možnost, chce hvězdu přání. Z hvězdy spadne víla (která si říká „zprostředkovatel splnění přání“, též „Pip“) a vysvětlí Wakkovi, že si z celé oblohy vybral právě jedinou hvězdu přání. Hvězda krátce poté spadne do hor. Víla Wakkovi oznámí, že ten, kdo se hvězdy první dotkne, získá jedno přání. Následujícího rána sourozenci vyprávějí o hvězdě celému městu ve formě zpěvu a všichni spěchají k záři v horách. Poté, co se král Salazar o hvězdě dozví, nařídí Plotzovi a strážníku Ralphovi, aby Warnerům zabránili dostat se ke hvězdě živí. Zároveň nařídí svým vojákům, vedeným kapitánem gardy (karikatura Dennise Hoppera), aby hvězdu zajistili.
Plotzovi se nepodaří zabránit, aby se Warneři dostali ke hvězdě ve stejnou dobu jako ostatní obyvatelé města. Králova armáda již kolem hvězdy vybudovala vojenskou základnu a stranou od ní malý ledový palác. Všechny obyvatele města (včetně Plotze) zajala a uvěznila, aby si král mohl splnit své přání. Sourozenci Warnerovi v zoufalém blafu naznačí, že proces přání není tak jednoduchý, jak si král myslí. Král sourozence zajme a mučí je obskurními způsoby: od příšerného zpěvu režiséra (karikatura Jerryho Lewise), přes špinavou toaletu na benzínové pumpě, až po dinosaura Baloneyho (parodie na dinosaura Barneyho).
Po traumatu sourozenci králi prozradí, že každé přání, které vysloví, může mít ironickou zápletku. Dávají mu to najevo do té doby, než se rozhněvá. Nařídí tedy Warnery popravit, ale Dáda využije své roztomilosti, aby je zachránila. Následně utečou.
Když se král chystá vyslovit své přání (aby jej nechali na pokoji), jenomže Warneři se objeví. Král se je pokusí za pomocí děla zastřelit. Dělová koule po dopadu exploduje a tlaková vlna výbuchu zraní Dádu. Yakko se ji snaží přesvědčit, že to zvládne, a naposledy jí se slzami v očích vypráví příběh o tom, jak se narodila. Zdá se, že Dáda umírá, což způsobí, že Yakko, lidé z Acme Falls a část královské armády začne truchlit. Kapitán gardy se na krále Salazara rozzuří a pronese k němu projev, v němž mu vyčítá jeho krutou povahu.
Když se všichni obrátí proti králi (který se zdá být trochu kajícný), Wakko se chopí příležitosti a vydá se ke hvězdě, kam dorazí včas. Dáda svou smrt celou dobu předstírala a to díky lekcím herectví, na které chodí; Dáda a Yakko tak pro Wakka získali čas. Ten si radosti zbytku osazenstva přál dva půlcenty. Warneři pak zavedou obyvatele zpět do města, aby jim pomohli splnit jejich přání.
Za první půlcent Wakko koupí jídlo a sezónní vstupenky na zápas Lakers. Druhým půlcentem zaplatí Dádě plastickou operaci, jež jí má dát znaménko krásy. Wakkův první půlcent však vrátí městu prosperitu, protože řezník, pekař a prodavač utratí vydělané peníze a lidé, kteří u nich nakupují, zase udělají totéž.
Yakko, Wakko a Dáda najdou v nemocnici své rodné listy. Zjistí tak, že jsou dědici trůnu. Jejich rodiče, které bylo možné poprvé (a zatím naposledy) vidět na portrétu, byli král a královna Warnerstocku. Sourozenci tedy vykopnou krále Salazara z paláce. Následně je napaden svými psy. Sourozenci Warnerovi využijí své nově nabyté královské moci a splní obyvatelům Acme Falls jejich přání – s výjimkou mima.
Yakko, Wakko a Dáda se vezmou za ruce a naposledy roztočí Kolo morálky (Wheel of Morality), které stanoví morální ponaučení příběhu: „Just cheer up and never ever give up hope“ („Hlavně se vzchopit a nikdy se nevzdávat naděje“).

## Hlasové obsazení
- Jess Harnell – Wakko
  - Maurice LaMarche vytvořil jeho říhnutí
- Tress MacNeilleová – Dáda (Dot), hroška Marita, Ahoj Sestra (Hello Nurse) a matka Minky
- Rob Paulsen – Yakko, Ruda (Pinky) a Dr. Otto Scratchansniff
- Sherri Stonerová – Veverka Kecka (Slappy Squirrel)
- Nathan Ruegger – Veverčák Hoppy (Skippy Squirrel)
- Maurice LaMarche – Kápo (Brain) a Dodo (Squit)
- Frank Welker – Ralph, Thaddeus Plotz, Rex (Runt), Očko (Buttons), Kuře (Chicken) Boo a hroch Flavio
- Nancy Cartwright – Minka (Mindy)
- Chick Vennera – Gogo (Pesto)
- John Mariano – Bobo (Bobby)
- Bernadette Peters – Rita
- Paxton Whitehead – král Salazar
- Ben Stein – Zprostředkovatel splnění přání (známý také jako „Pip“)
- Jeff Bennett – dinosaurus Baloney a kapitán gardy
- Paul Rugg – režisér Jerry Lewis
- Julie Brown – norka Minerva Mink
- Tom Bodett – vypravěč
- Steven Bernstein osobně

## Produkce a vydání
Přestože film získal při testovacích projekcích od dětí i dospělých velmi pozitivní hodnocení, rozhodla se jej společnost Warner Bros. vydat přímo na domácí video, místo vynaložení peněz na marketingovou podporu širokého vydání. Vydání na VHS bylo plánováno na listopad 1998, ale přesunuto na 21. prosince 1999 a k dalšímu vydání došlo 25. ledna 2000 jako součást kolekce Warner Bros. Century 2000 Collection. Dne 25. srpna 2008 byl film vydán k zapůjčení či zakoupení na iTunes. Vysílán byl také na kabelových sítích Cartoon Network, Cinemax, Boomerang a nedávno na The Hub (nyní Discovery Family) a je k dispozici ke stažení v obchodě PlayStation Store. Na DVD film vyšel 7. října 2014, krátce po smrti Liz Holzmanové a smrti Rustyho Millse v roce 2012, dvou hlavních režisérů. Film byl taktéž posledním představením hlasového herce Chicka Vennery, v roli holuba Pesta (Gogo), před jeho smrtí v roce 2021.

## Písně
Film obsahuje 11 originálních písní, které složili Julie Bernsteinová a Randy Rogel, texty napsali Tom Ruegger a Rogel. Partituru tvoří skladatelé seriálu Animáci: Richard Stone, Steve a Julie Bernsteinovi, Gordon Goodwin a Tim Kelly. Tyto skladby byly jedny z posledních, které Stone pro Warner Bros Animation před svou smrtí (9. března 2001) napsal. Obsazení filmu také slouží jako sbor pro mnoho hudebních čísel.
| Pořadí | Název                                     | Hudba                               | Text                                   | Umělci                                                                         | Délka |
| ------ | ----------------------------------------- | ----------------------------------- | -------------------------------------- | ------------------------------------------------------------------------------ | ----- |
| 1.     | Never Give Up Hope                        | Julie Bernstein                     | Tom Ruegger, Kevin Hopps & Nick Dubois | Jess Harnell, Rob Paulsen, Tress MacNeilleová & obsazení                       |       |
| 2.     | Train Bringing Wakko                      | Julie Bernstein                     | Tom Ruegger                            | Rob Paulsen, Tress MacNeilleová & obsazení                                     |       |
| 3.     | I've Got a Ha'Penny                       | Julie Bernstein                     | Tom Ruegger                            | Jess Harnell, Rob Paulsen, Tress MacNeilleová & obsazení                       |       |
| 4.     | So Much for Wakko's Ha'Penny              | Julie Bernstein                     | Tom Ruegger                            | Bernadette Peters, Sherri Stonerová, Nathan Ruegger, Rob Paulsen & obsazení    |       |
| 5.     | Twinkle, Twinkle                          | Tradiční; úprava Julie Bernsteinové | Tom Ruegger                            | Jess Harnell                                                                   |       |
| 6.     | Never Give Up Hope (repríza)              | Julie Bernstein                     | Tom Ruegger                            | Jess Harnell & Ben Stein                                                       |       |
| 7.     | The Wishing Star                          | Randy Rogel                         | Randy Rogel                            | Jess Harnell, Rob Paulsen & Tress MacNeilleová                                 |       |
| 8.     | Hungarian Rhapsody                        | Ferenc Liszt                        | Randy Rogel & Tom Ruegger              | Jess Harnell, Rob Paulsen, Tress MacNeilleová & Cast                           |       |
| 9.     | The Wishing Star (repríza)                | Randy Rogel                         | Randy Rogel                            | Paxton Whitehead, Frank Welker, Jess Harnell, Rob Paulsen & Tress MacNeilleová |       |
| 10.    | If I Could Have My Wish Then I'd Be Happy | Randy Rogel                         | Randy Rogel                            | Jess Harnell, Rob Paulsen, Tress MacNeilleová & obsazení                       |       |
| 11.    | Never Give Up Hope (finále)               | Julie Bernstein                     | Tom Ruegger                            | Jess Harnell, Rob Paulsen, Tress MacNeilleová & obsazení                       |       |

## Přijetí
Testovací projekce filmu ukázaly velmi pozitivní reakce ze strany dětí a rodičů. V únoru 1999 zdroj ToonZone uvedl, že 97 % dětí a rodičů hodnotilo film velmi pozitivně a 98 % dětí dalo filmu hodnocení dobré, velmi dobré nebo výborné.

### Reakce ze strany kritiků
Film se dočkal celkem pozitivních recenzí. Mnoho kritiků chválilo animaci, vzhled postav a hudbu. Mnoho komentářů se zaměřovalo na vnesení vážného tónu do seriálu známého svým neotřelým humorem. Brett Rogers ze serveru AOL Hometown ohodnotil film kladně. Uvedl, že „v tomto filmu je mnoho věcí, které potěší zaryté fanoušky seriálu Animáci“, přičemž si všiml, že se ve filmu objevily téměř všechny hlavní postavy a antagonisté původního seriálu. Rogers poukázal na pathos, který se v seriálu obvykle nevyskytuje, tudíž může některé fanoušky nechat od filmu odtažité, ale „vážný tón je podpořen vynikajícími hlasovými výkony Paulsena a Harnella“. Jiné recenze natolik pozitivní nebyly. MaryAnn Johansonová ze serveru FlickFilosopher napsala, že „sestavení příběhu a postav k naplnění 90minutového filmu omezuje šílenství a kvůli tomu postavy vyvolávají nudu natolik, že starší děti a dospělí fanoušci mohou být silně zklamáni.“ Michael Stewart ze serveru Entertainment Weekly vnímal absenci typického humoru pozitivně a uvedl, že se film „vyhýbá nucené potrhlosti, která trápí televizní seriál, a zároveň přináší několik úsměvných momentů pro děti i dospělé“. Podobně však, jako Johansonová, vyjádřil kritiku – uvedl, že „umístění celého obsazení do filmu působí nepříjemně a vztahové nálady filmu nejsou specialitou“. Celkově film ohodnotil známkou „C+“. Michael Dequina ze serveru TheMovieReport.com udělil filmu jednu z nejpozitivnějších recenzí. Pochválil „chytré, satirické vtipy pro dospělé a širší fackovací panáky pro mladé“. Dequina prohlásil, že to je „jeden z nádherných příkladů rodinného filmu, který se bude líbit celé rodině“, a ohodnotil film třemi a půl hvězdičkami ze čtyř.

### Ocenění
V roce 2000 byl film nominován na čtyři ceny Annie: za „vynikající úspěch v domácí animované videoprodukci“, „vynikající individuální úspěch v oblasti hudby v celovečerní animované produkci“ (Richard Stone, Steven Bernstein, Julie Bernsteinová, Gordon Goodwin a Timothy Kelly), „vynikající individuální úspěch hlasového projevu ženského interpreta v celovečerní animované produkci“ (Tress MacNeilleová) a „vynikající individuální úspěch mužského hlasového projevu v animovaném filmu“ (Maurice LaMarche). Poté, co byl film vydán, jej průvodce animovanými filmy zařadil do žebříčku „60 nejlepších animovaných filmů, které nikdy nebyly uvedeny v kinech ve Spojených státech“.